# Відерсбург (Індіана)
Відерсбург (англ. Veedersburg) — місто (англ. town) в США, в окрузі Фаунтен штату Індіана. Населення — 2098 осіб (2020).

## Географія
Відерсбург розташований за координатами 40°6′46″ пн. ш. 87°15′24″ зх. д. / 40.11278° пн. ш. 87.25667° зх. д. (40.112851, -87.256640).  За даними Бюро перепису населення США в 2010 році місто мало площу 7,04 км², уся площа — суходіл.

## Демографія
Згідно з переписом 2010 року, у місті мешкало 2180 осіб у 878 домогосподарствах у складі 605 родин. Густота населення становила 310 осіб/км².  Було 967 помешкань (137/км²).
Расовий склад населення:
| - 94,8 % — білих - 0,5 % — корінних американців - 0,1 % — чорних або афроамериканців - 0,1 % — азіатів - 3,6 % — осіб інших рас |

До двох чи більше рас належало 1,0 %. Частка іспаномовних становила 6,2 % від усіх жителів.
За віковим діапазоном населення розподілялося таким чином: 25,2 % — особи молодші 18 років, 58,4 % — особи у віці 18—64 років, 16,4 % — особи у віці 65 років та старші. Медіана віку мешканця становила 39,2 року. На 100 осіб жіночої статі у місті припадало 94,5 чоловіків;  на 100 жінок у віці від 18 років та старших — 96,0 чоловіків також старших 18 років.
Середній дохід на одне домашнє господарство  становив 54 049 доларів США (медіана — 54 271), а середній дохід на одну сім'ю — 57 309 доларів (медіана — 57 188). За межею бідності перебувало 17,5 % осіб, у тому числі 26,2 % дітей у віці до 18 років та 17,5 % осіб у віці 65 років та старших.
Цивільне працевлаштоване населення становило 998 осіб. Основні галузі зайнятості: виробництво — 40,4 %, освіта, охорона здоров'я та соціальна допомога — 17,2 %, роздрібна торгівля — 11,7 %.